# 联华停车
天津联华停车业服务有限公司，简称联华停车，是天津市本地一家专业从事停车管理服务的国有股份制企业，隶属于天津联华集团有限公司，归属于天津市国有资产监督管理委员会下属的天津市公共安全服务中心管理，同时受天津市公安局的监管。由于涉嫌乱收费，该公司多次遭到市民和媒体的质疑。
2015年7月2日零时，联华停车与天津市公众停车管理服务有限公司正式进行交接，由后者继续垄断天津市的停车服务业。

## 争议
天津联华停车业服务有限公司在天津一直争议不断，2013年2月起中國共產黨天津市委机关报《天津日报》连续刊发多篇文章质疑该公司的各种违规行为。
2013年2月25日，《天津日报》刊登报道《天津市凌宾路停车场紧贴施工围挡 影响交通通行》，质疑联华停车的凌宾路停车场存在违规。2013年2月25日，《天津日报》刊登后续跟进的报道《媒体一再追问天津联华公司“无证”停车场 同意先撤》。